# 백자의 사람: 조선의 흙이 되다
《백자의 사람: 조선의 흙이 되다》(일본어: 道〜白磁の人〜 미치〜하쿠지노히토〜[*])는 2012년 개봉한 일본의 영화다. 야나기 무네요시의 민예운동에 영향을 주고 망우리 공동묘지에 묻힌 아사카와 다쿠미의 반생을 그린다. 원작은 에미야 다카유키의 소설 《백자의 사람》이다.

## 줄거리
2012년에 개봉한 일본 영화 "백자의 사람"은 다카하시 반메이 감독이 에미야 타카유키의 소설을 원작으로 제작한 작품이다. 영화는 아사카와 타구미, 청림, 지원이라는 세 인물을 중심으로 이야기가 전개된다. 이들의 관계와 얽힌 사연을 통해 영화는 깊이 있는 드라마를 펼쳐낸다.

## 캐스팅
- 요시자와 히사시 - 아사카와 다쿠미 역
- 배수빈 - 이청림 역
- 사카이 와카나 - 大北咲 역
- 이시가키 유마 - 아사카와 노리타카(아사카와 다쿠미의 형) 역
- 시오야 슌 - 야나기 무네요시 역
- 구로카와 도모카 - 아사다 미쓰에(朝田みつえ) 역
- 곤노 나루미 - 園絵 역
- 정단우 - 천수 역
- 전수지 - 지원 역
- 이치카와 가메지로 - 朝田政歳 역
- 호리베 게이스케 - 小宮 역
- 다나카 요지 - 町田 역
- 오스기 렌 - 野平 역
- 데즈카 사토미 - 아사카와 게이(浅川けい) 역
- 김인우 - 사토 역
- 곽민호 - 선언학생 역
- 서건우